# P進ホッジ理論
p 進ホッジ理論（ピーしんホッジりろん、英: p-adic Hodge theory）とは、剰余体の標数が素数 p である標数0の局所体（例えば p 進数体 Qp）のp 進ガロア表現の分類や研究をする数学の理論である。この理論はジャン＝ピエール・セールとジョン・テイトによるアーベル多様体のテイト加群とホッジ・テイト表現の研究にはじまる。ホッジ・テイト表現はホッジ分解に似た p 進コホモロジーの分解と関係があることに因み、p 進ホッジ理論という名前がつけられた。代数多様体のエタール・コホモロジーから生じる p 進ガロア表現を研究対象として発展を遂げた。この理論における多くの基本的な概念はジャン＝マルク・フォンテーヌにより生み出された。

## p進表現の分類
Kを、局所体であってその剰余体 k の標数が p であるものとする。K の絶対ガロア群GK から Qp 上の有限次元ベクトル空間 V の一般線形群への連続準同型 ρ : GK→ GL(V) を、この記事では K の p 進表現と呼ぶことにする。K の p 進表現全体はアーベル圏を構成する。そのアーベル圏をこの記事では {\displaystyle \mathrm {Rep} _{\mathbf {Q} _{p}}(K)} と表す。p 進ホッジ理論では p 進表現を振る舞いの良さによって分類する。振る舞いの良さが同じものは {\displaystyle \mathrm {Rep} _{\mathbf {Q} _{p}}(K)} の部分圏を構成し、その部分圏から研究が容易な線型代数的な対象からなる圏への忠実関手が、p 進ホッジ理論により得られる。基本となる部分圏とその包含関係は次の図で示される。
{\displaystyle \operatorname {Rep} _{\mathrm {cris} }(K)\subsetneq \operatorname {Rep} _{st}(K)\subsetneq \operatorname {Rep} _{dR}(K)\subsetneq \operatorname {Rep} _{HT}(K)\subsetneq \operatorname {Rep} _{\mathbf {Q} _{p}}(K)}
図中の部分圏はその右側の部分圏に真に含まれる充満部分圏であり、左から順番に、クリスタリン表現、準安定表現、ド・ラム表現、ホッジ・テイト表現、全ての p 進表現の圏と呼ばれる。これらに加えて、潜在的クリスタリン表現の圏 Reppcris(K) と潜在的準安定表現の圏 Reppst(K) が考察の対象となる。後者は前者を真に含み、前者は一般に Repcris(K) を真に含む。さらに、 Reppst(K) は一般に Repst(K) を真に含み、RepdR(K) に含まれる。K の剰余体が有限体であれば Reppst(K) = RepdR(K) が成り立つ。このことは p 進モノドロミー定理と呼ばれている。

## 周期環と数論幾何学における比較同型
フォンテーヌは、BdR、Bst、Bcris、BHTといった GK の作用とある種の線形代数的構造を持つ周期環と呼ばれる環をつくり、周期環 B と p 進表現 V に対して、いわゆるデュドネ加群
{\displaystyle D_{B}(V)=(B\otimes _{\mathbf {Q} _{p}}V)^{G_{K}}}
を考えるという p 進ホッジ理論の研究手法を考案した。デュドネ加群は GK 作用は持たないが、線型代数的構造を B から受け継いでおり、 特に固定体 {\displaystyle E:=B^{G_{K}}} 上のベクトル空間になっている。この記号を使ってフォンテーヌによる B 許容表現の理論に当てはめることにより、先の p 進表現の部分圏は定義される。すなわち、* を HT、dR、st、crisのいずれかとすると、圏 Rep∗(K)は周期環 B∗ に対して
{\displaystyle \dim _{E}D_{B_{\ast }}(V)=\dim _{\mathbf {Q} _{p}}V}
が成り立つ、もしくは、同じことであるが、 比較射
{\displaystyle \alpha _{V}:B_{\ast }\otimes _{E}D_{B_{\ast }}(V)\longrightarrow B_{\ast }\otimes _{\mathbf {Q} _{p}}V}
が同型写像となるような p 進表現 V 全体からなる圏として定義される。
この定式化と周期環という名前は、 数論と複素幾何学における比較同型写像に関連した研究結果と予想に起源を持つ:
- X を複素数体 C 上の固有かつ滑らかな なスキームとする。X の C 上の代数的ド・ラームコホモロジー と X(C) の特異コホモロジー の間には古典的な比較同型写像

{\displaystyle H_{\mathrm {dR} }^{\ast }(X/\mathbf {C} )\cong H^{\ast }(X(\mathbf {C} ),\mathbf {Q} )\otimes _{\mathbf {Q} }\mathbf {C} }
が存在する。この同型写像は、微分形式をサイクルに沿って積分することで定義される代数的ド・ラーム・コホモロジーと特異コホモロジーのペアリングを考えることにより定義される。この積分の積分値は周期と呼ばれる複素数であるが、一般には有理数にはならない。これが、比較同型写像の定式化で特異コホモロジーに C をテンソルすることが必要な理由である。複素数体 C は代数的 ド・ラームコホモロジーと特異コホモロジーの比較同型に必要な全ての周期を含んでいるので、そのことに鑑みて C をこの古典的な状況での周期環と呼んでもよいだろう。
- 60年代半ば、テイトは、K 上の固有かつ滑らかなスキーム X に対して、同様の同型写像が代数的ド・ラーム・コホモロジーと p 進エタール・コホモロジーの間に存在するだろうと予想した（ホッジ・テイト予想、CHT とも表記される）[2]。予想を述べるためにいくつか記号を導入する。CK を K の代数的閉包の 完備化、CK(i) を CK に GK を g·z = χ(g)ig·z で作用させたもの（χ は p 進円分指標、i は整数）、そして {\displaystyle B_{\mathrm {HT} }:=\oplus _{i\in \mathbf {Z} }\mathbf {C} _{K}(i)} と置く。テイトの予想とは、GK 作用を持つ次数付きベクトル空間としての同型

{\displaystyle B_{\mathrm {HT} }\otimes _{K}\mathrm {gr} H_{\mathrm {dR} }^{\ast }(X/K)\cong B_{\mathrm {HT} }\otimes _{\mathbf {Q} _{p}}H_{\mathrm {{\acute {e}}t} }^{\ast }(X\times _{K}{\overline {K}},\mathbf {Q} _{p})}
が存在し、かつこれは関手間の同型射となるであろうというものである（{\displaystyle \mathrm {gr} H_{\mathrm {dR} }^{\ast }} はド・ラーム・コホモロジーのホッジ・フィルトレーションに随伴する次数付き環）。テイトをはじめとする多くの数学者の貢献ののち、この予想はゲルト・ファルティングスによって80年代後半に証明された。
- p 進体 K 上の良い還元を持つアーベル多様体 X に対して、 アレクサンドル・グロタンディークはテイトの定理を次のように再定式化した。すなわち、X の特殊ファイバーの クリスタリン・コホモロジー H1(X/W(k)) ⊗ Qp （フロベニウス自己準同型の作用と（K をテンソルしたときの）ホッジ・フィルトレーション付き）と、 p 進エタール・コホモロジー H1(X,Qp) （K のガロア群の作用付き）は、同じだけの情報を持つ、と。この２つのコホモロジーは X の p 可除群（英語版）を同種を除いて決定するだけの情報を持っている。グロタンディークは p 進体上の良い還元を持つ全ての代数多様体に対して p 進エタール・コホモロジーからクリスタリン・コホモロジーを得る直接的な方法と、その逆の方法があるはずだと予想した[4]。グロタンディークが予想したこの関係は神秘関手（ミステリアス関手とも呼ばれる）として知られるようになった。

ホッジ・テイト予想を、ド・ラーム・コホモロジーに随伴する次数つきの対象からド・ラーム・コホモロジーそのものに対する予想に改善するために、フォンテーヌはフィルターつき の環 BdR であって、随伴する次数つき代数が BHT となるものを作り出した。そして、K 上の固有かつ滑らかなスキーム X に対して、GK 作用とフィルター付きのベクトル空間としての同型
{\displaystyle B_{\mathrm {dR} }\otimes _{K}H_{\mathrm {dR} }^{\ast }(X/K)\cong B_{\mathrm {dR} }\otimes _{\mathbf {Q} _{p}}H_{\mathrm {{\acute {e}}t} }^{\ast }(X\times _{K}{\overline {K}},\mathbf {Q} _{p})}
が存在するだろうと予想した。この予想はCdR と呼ばれている。複素数体上における特異コホモロジーの比較同型と照らし合わせると、BdR は代数的ド・ラーム・コホモロジーと p 進エタール・コホモロジーの比較に必要とされる全ての（p 進）周期を含んでいる環だと思うことができる。これが BdR が p 進周期の環と呼ばれる所以である。
同様に、グロタンディークの神秘関手を説明する予想を定式化するために、フォンテーヌは GK 作用と"フロベニウス" φ を持ち係数を K0 から K に拡大するとフィルトレーションを持つ環 Bcris を作り出した。そして、 K 上の良い還元をもつ固有かつ滑らかなスキーム X に対して、φ と GK の作用と係数を K に拡大したときのフィルトレーション付きベクトル空間としての同型
{\displaystyle B_{\mathrm {cris} }\otimes _{K_{0}}H_{\mathrm {dR} }^{\ast }(X/K)\cong B_{\mathrm {cris} }\otimes _{\mathbf {Q} _{p}}H_{\mathrm {{\acute {e}}t} }^{\ast }(X\times _{K}{\overline {K}},\mathbf {Q} _{p})}
が存在するだろうと予想した。ここで、{\displaystyle H_{\mathrm {dR} }^{\ast }(X/K)} にはクリスタリン・コホモロジーとの比較を使って φ 作用を持つ K0 ベクトル空間としての構造をいれている。この予想は Ccris と呼ばれる。予想 CdR と 予想 Ccris はファルティングスによって証明された。
X を K 上の（良い還元をもつ）固有かつ滑らかなスキームとし、V をその i 次の p 進エタール・コホモロジー群から得られる p 進ガロア表現とすると、これら2つの予想を前述の B∗ 許容表現の考え方にあてはめることにより、
{\displaystyle D_{B_{\ast }}(V)=H_{\mathrm {dR} }^{i}(X/K)}
が成り立つことが分かる。このことから、デュドネ加群とは V に関係のある他のコホモロジーだという見方もできる。
80年代後半、フォンテーヌとウーヴェ・ヤンセンは X が準安定還元を持つ場合の比較同型について予想を立てた。この予想は Cst と呼ばれている。予想の定式化のために、フォンテーヌは、環 Bst であって、GK と"フロベニウス" φ が作用し、(p 進対数の延長を一つ固定し、さらに)係数を K0 から K に拡大するとフィルトレーションを持ち、そして"モノドロミー作用素" N を持つものを作り出した。準安定還元をもつ X のド・ラーム・コホモロジーには、兵藤治により創始されたログ・クリスタリン・コホモロジーとの比較を使って φ の作用とモノドロミー作用素を定義できる。予想 Cst は、φ 作用、GK 作用、K に係数拡大したときのフィルトレーション、そしてモノドロミー作用素 N を持つベクトル空間としての同型
{\displaystyle B_{\mathrm {st} }\otimes _{K_{0}}H_{\mathrm {dR} }^{\ast }(X/K)\cong B_{\mathrm {st} }\otimes _{\mathbf {Q} _{p}}H_{\mathrm {{\acute {e}}t} }^{\ast }(X\times _{K}{\overline {K}},\mathbf {Q} _{p})}
が成り立つだろうというものである。この予想は90年代後半に辻雄によって証明された。